# Schöftland
Schöftland (schweizerdeutsch: Schöftle, ˈʃœfːtlə) ist eine Einwohnergemeinde im Schweizer Kanton Aargau. Sie gehört zum Bezirk Kulm und liegt im mittleren Suhrental.

## Geographie
Das Dorf erstreckt sich entlang dem östlichen Rand der Ebene der Suhre, wobei der Fluss im Wesentlichen die westliche Begrenzung der Siedlungsfläche bildet. Am südlichen Ende des lang gestreckten Dorfes dehnt sich die Besiedlung jedoch über die gesamte Breite des Tals aus und erreicht mit dem Ortsteil Picardie den Westrand der Ebene. Dort bildet der steil aufragende Uerknerberg (586 m ü. M.) die Begrenzung zum Uerkental. In Richtung Südosten erstreckt sich, durch die Ebni (607 m ü. M.) getrennt, das von der Ruederche durchflossene Ruedertal. Von diesem Tal wiederum zweigt in Richtung Nordosten das Surtal ab. Es führt zum 611 Meter hohen Böhlerpass, dem Übergang ins Wynental, und wird durch den Brendelrain (601 m ü. M.) und den Gschneit (648 m ü. M.) begrenzt.
Die Fläche des Gemeindegebiets beträgt 628 Hektaren, davon sind 249 Hektaren bewaldet und 157 Hektaren überbaut. Der höchste Punkt befindet sich auf 648 Metern auf dem Gschneit, der tiefste auf 443 Metern an der Suhre. Nachbargemeinden sind Hirschthal im Norden, Unterkulm im Osten, Schlossrued im Südosten, Staffelbach im Süden, Uerkheim im Südwesten und Holziken im Nordwesten. Das Siedlungsgebiet ist fast mit demjenigen von Hirschthal zusammengewachsen.

## Geschichte

Luftansicht (1958)

Die Alamannen siedelten sich um die Mitte des 7. Jahrhunderts in der Gegend an. Ausgrabungen im Jahr 1964 ergaben, dass bereits damals eine Kirche errichtet worden war. Die erste urkundliche Erwähnung erfolgte im Jahr 1220, als der Probst des Stifts Schönenwerd dem Kloster St. Urban zwei Güter in Schofftellang übergab. Der Ortsname stammt vom althochdeutschen Sceftilwanc und bedeutet «Abhang mit Schachtelhalm (bewachsen)». Die Schreibweise des Ortes änderte sich über die Jahrhunderte über Schoflach, Schopflanc, Scheftlan und Schöfftland zu Schöftland.
Im Mittelalter lag das Dorf im Herrschaftsbereich der Grafen von Lenzburg, ab 1173 in jenem der Grafen von Kyburg. Nachdem diese ausgestorben waren, übernahmen die Habsburger 1273 die Landesherrschaft und die Blutgerichtsbarkeit. 1415 eroberten die Eidgenossen den Aargau. Schöftland gehörte nun zum Untertanengebiet der Stadt Bern, dem so genannten Berner Aargau. Was den Zwing und Bann betrifft, so war das Dorf im 13. Jahrhundert ein Eigengut der Freien von Aarburg, kam später durch Erbgang an die Herren von Rüssegg und gelangte 1467 durch Verkauf an die Stadt Bern. Daraufhin war es ein Mannlehen innerhalb des Amtes Lenzburg. 1528 führten die Berner die Reformation ein.
Im März 1798 nahmen die Franzosen die Schweiz ein, entmachteten die «Gnädigen Herren» von Bern und riefen die Helvetische Republik aus. Schöftland gehört seither zum Kanton Aargau. Am 30. Januar 1811 erhielt die Gemeinde von der Kantonsregierung das Marktrecht. Noch heute findet jeweils am 1. Mai und am letzten Samstag im Oktober ein Warenmarkt statt. Abgesehen von einigen Gewerbebetrieben wie Mühlen und Schmieden blieb Schöftland bis ins 19. Jahrhundert hinein landwirtschaftlich geprägt, ergänzt durch Baumwollverarbeitung in Heimarbeit. Zwar misslang 1851 die Einführung der Strohflechterei, doch siedelten sich allmählich mehrere Industriebetriebe an. Die Eröffnung der Suhrentalbahn erfolgte am 19. November 1901, worauf die Industrie einen Aufschwung erfuhr. Seit 1900 ist die Bevölkerungszahl um mehr als das Dreifache angestiegen, wobei es zwischen 1970 und 1990 eine Stagnationsphase gab.
Seit November 2009 war an der Suhre in Schöftland das erste Wasserwirbelkraftwerk der Schweiz in Betrieb. Die Anlage erzeugte jährlich 100'000 bis 130'000 Kilowattstunden (kWh) Strom. Im Januar 2011 verlieh das Bundesamt für Energie dem Kraftwerk den Energiepreis Watt d’Or in der Kategorie erneuerbare Energien. Die Betreibergesellschaft ging 2016 in Konkurs. Die defekte Anlage wurde 2019 auf Kosten des Kantons Aargau vorab aus ökologischen Gründen rückgebaut.

## Sehenswürdigkeiten

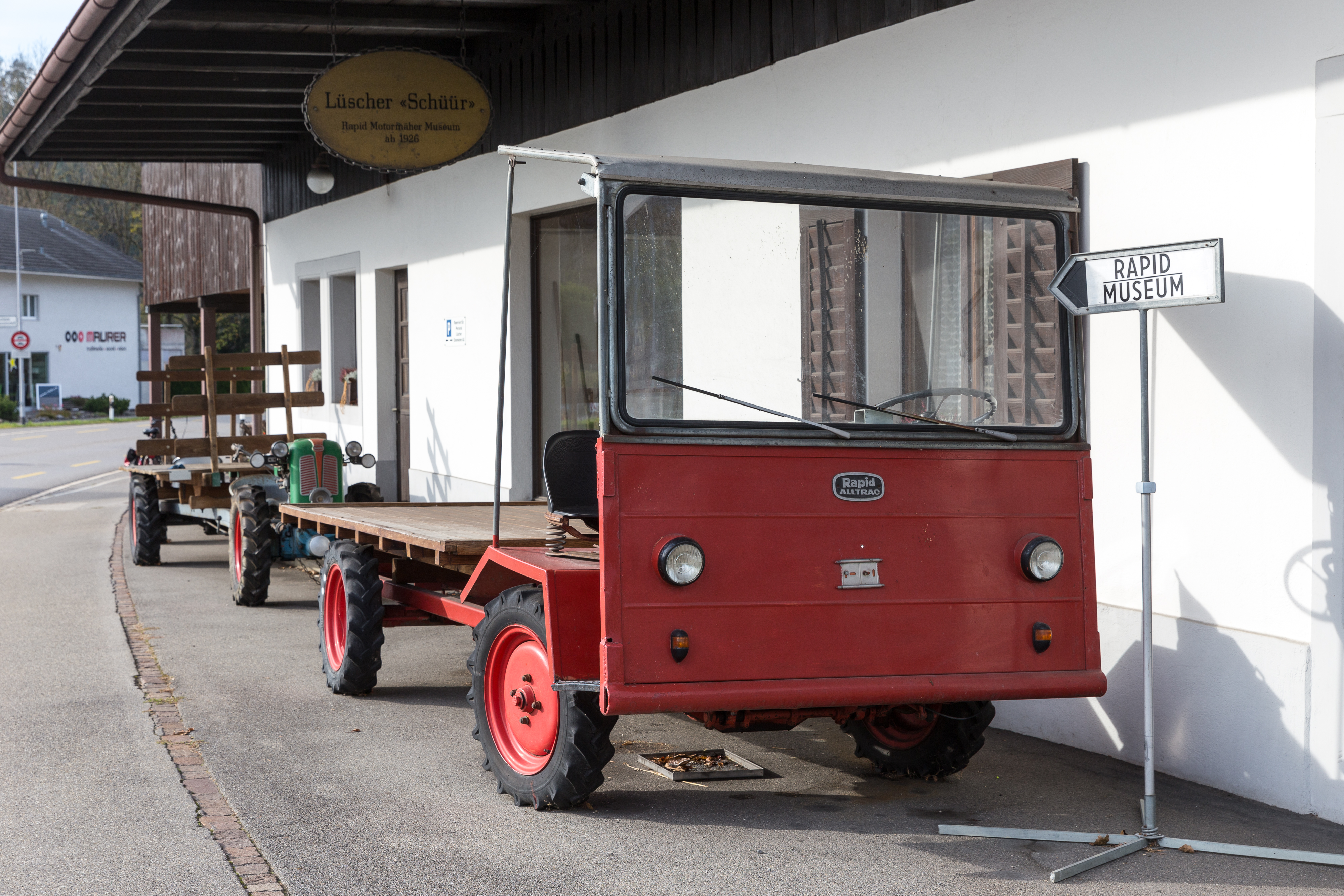
RapidMuseum in der Lüscher-Schüür

Das Schloss Schöftland wurde 1660 erbaut. An derselben Stelle befand sich im Mittelalter ein kleiner Burgturm, der im Sempacherkrieg zerstört wurde. Seit 1917 ist das Schloss im Besitz der Einwohnergemeinde und dient als Sitz der Gemeindeverwaltung. Die Reformierte Kirche entstand 1506 im spätgotischen Stil. 1683 wurde das Kirchenschiff durch einen Brand zerstört und danach im Barockstil verbreitert wieder aufgebaut. Erhalten geblieben sind der Chor und der nördlich daran angebaute Kirchturm. 1979–1980 errichtete Walter Moser die katholische Kirche Heilige Familie.
Das 2010 eröffnete RapidMuseum zeigt in der eigens zu diesem Zweck umgebauten Lüscher-Schüür rund 80 Rapid-Motormäher, von den Ursprüngen im Jahr 1926 bis heute.

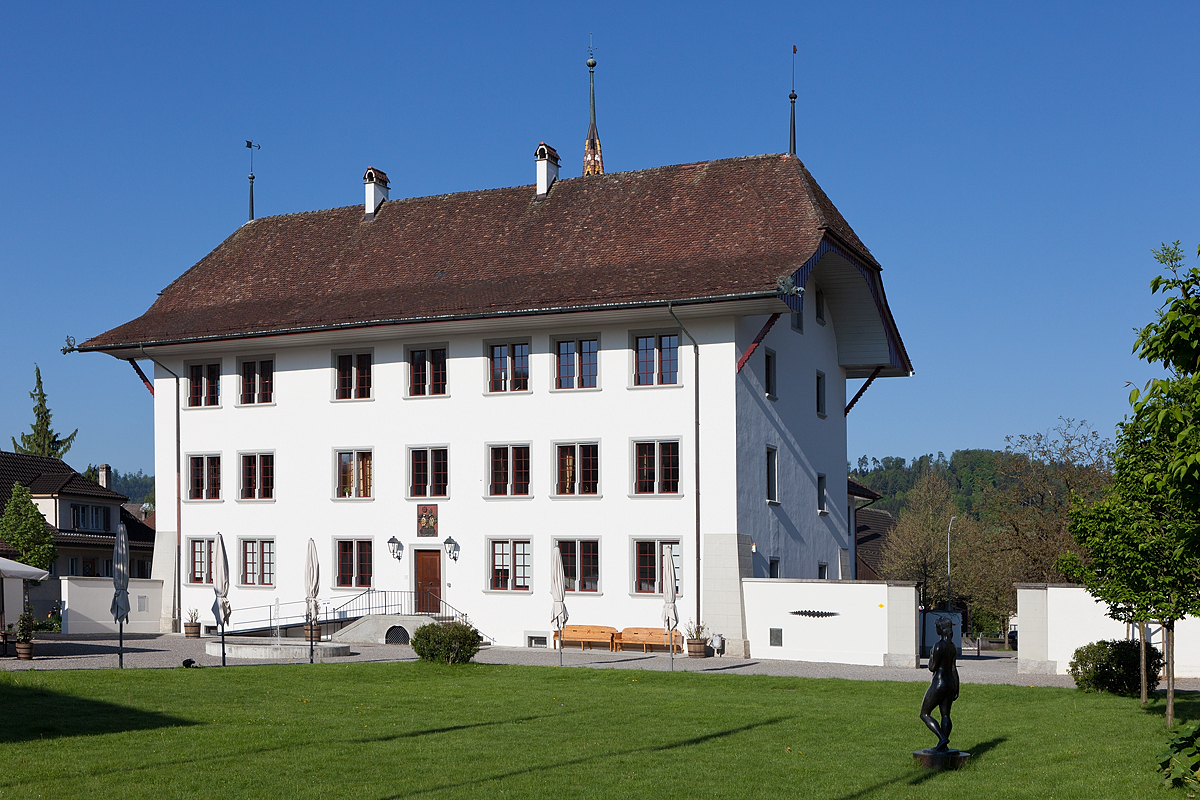
Schloss
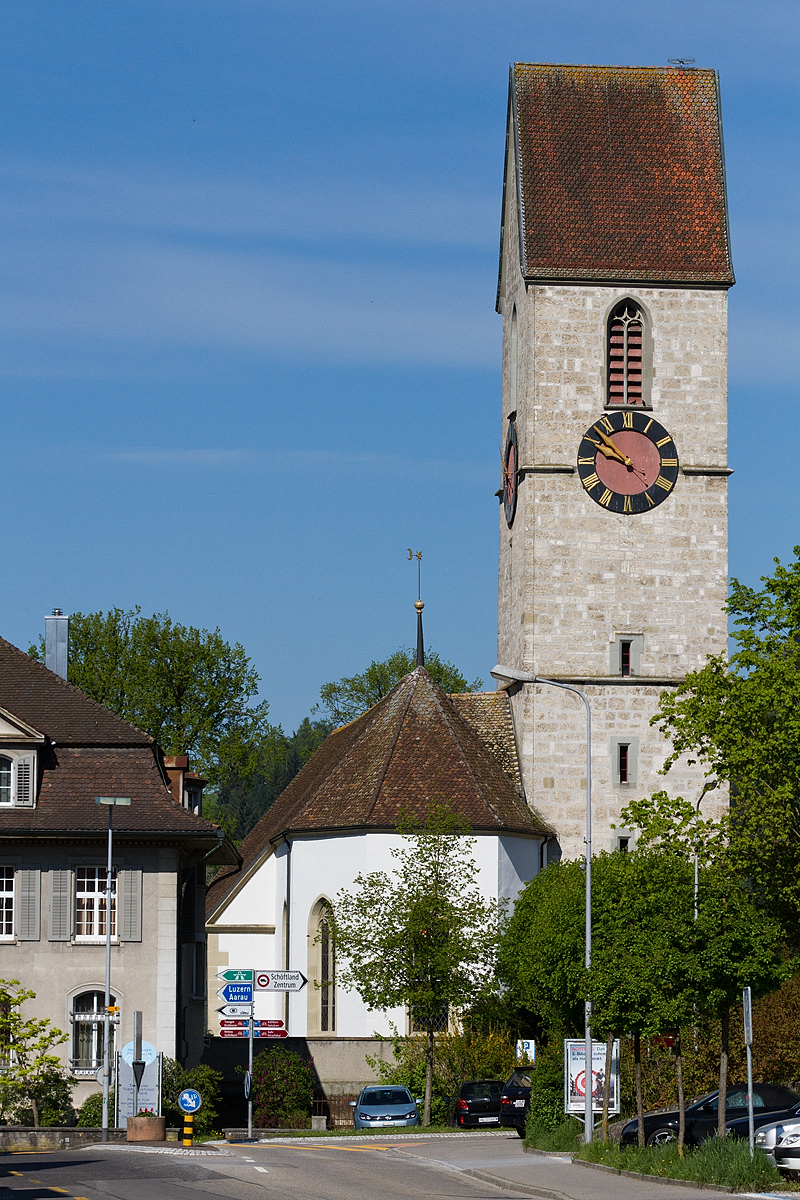
Reformierte Kirche
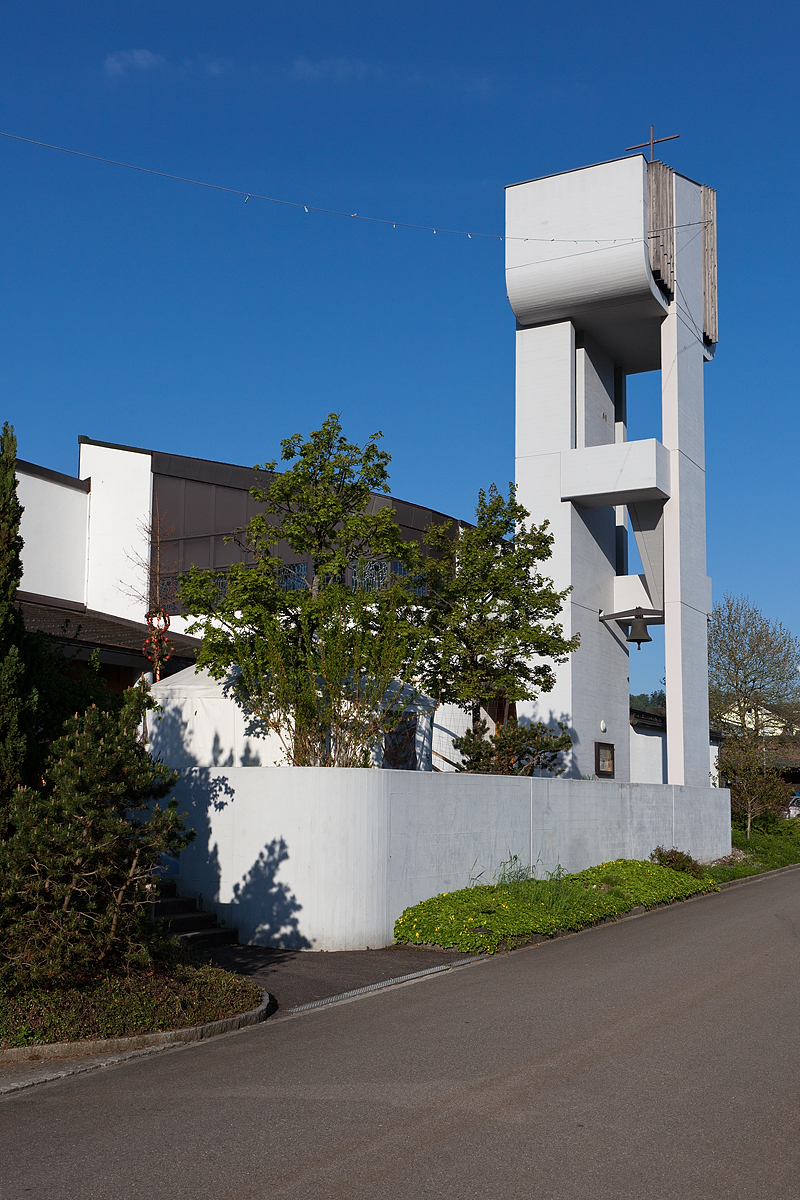
Katholische Kirche
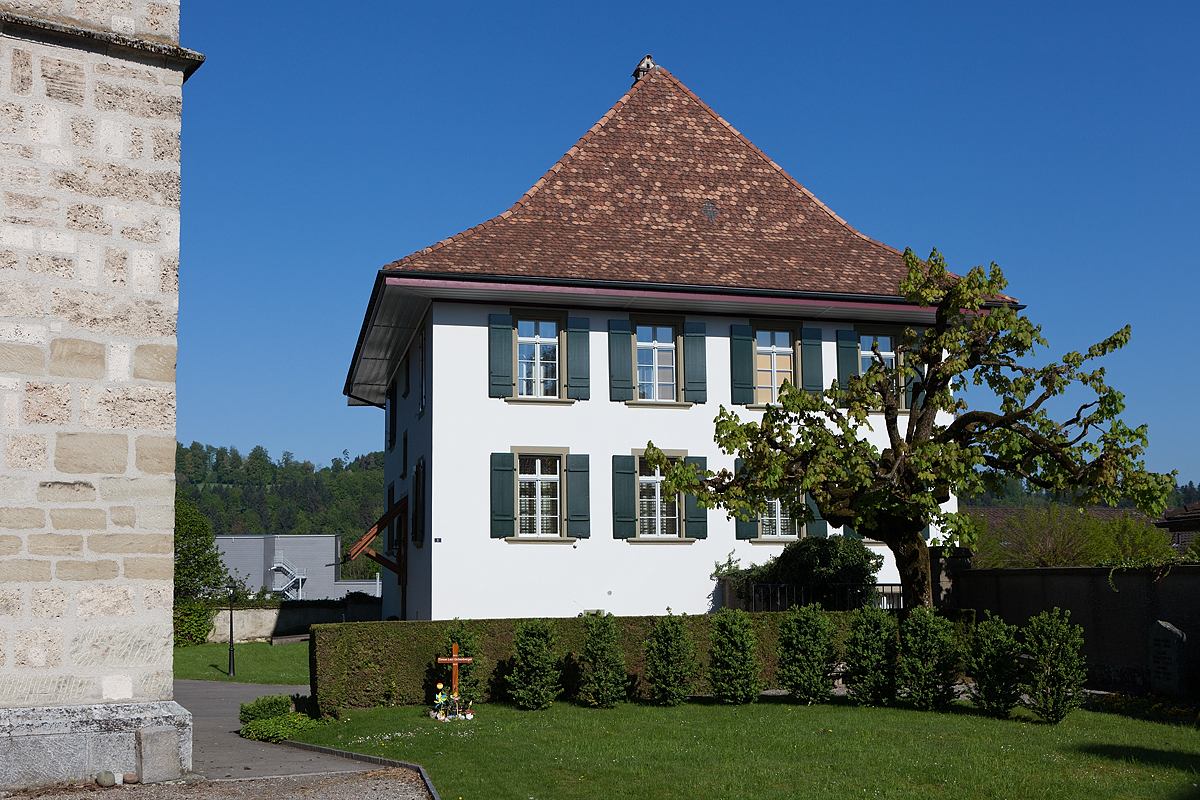
Reformiertes Pfarrhaus
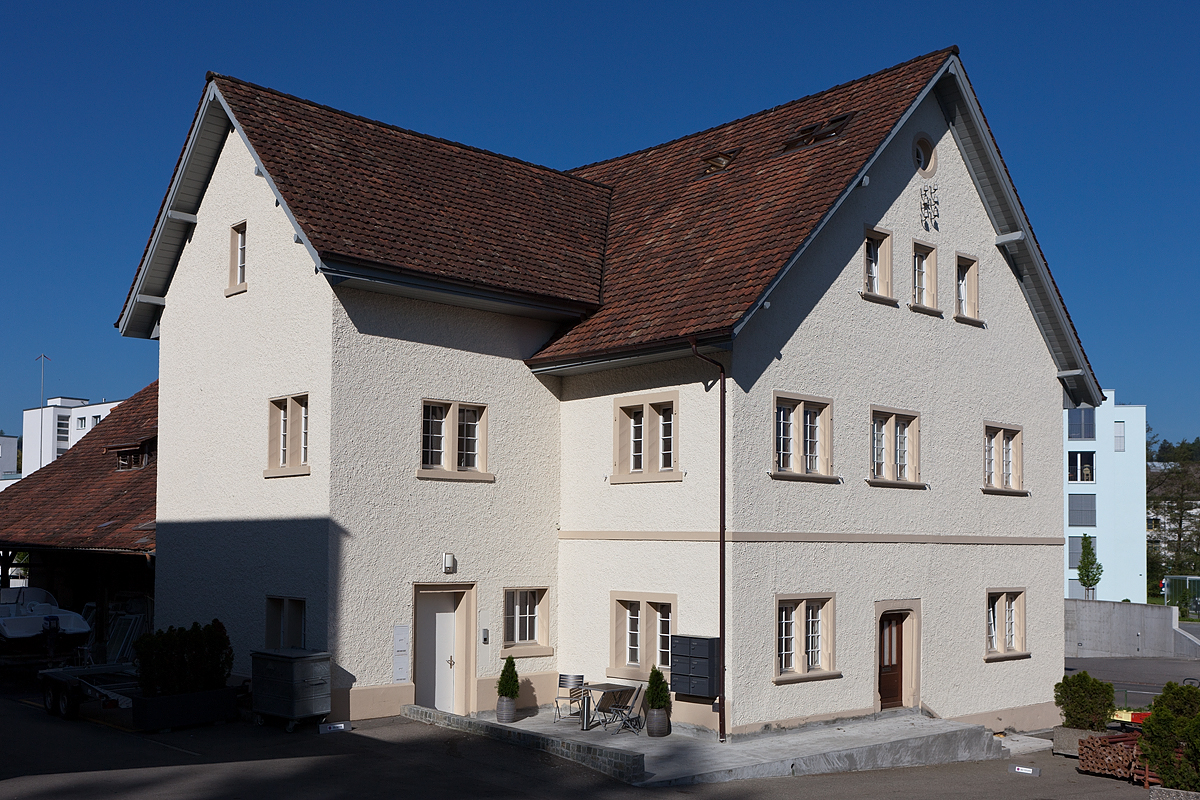
Salzpeterhaus
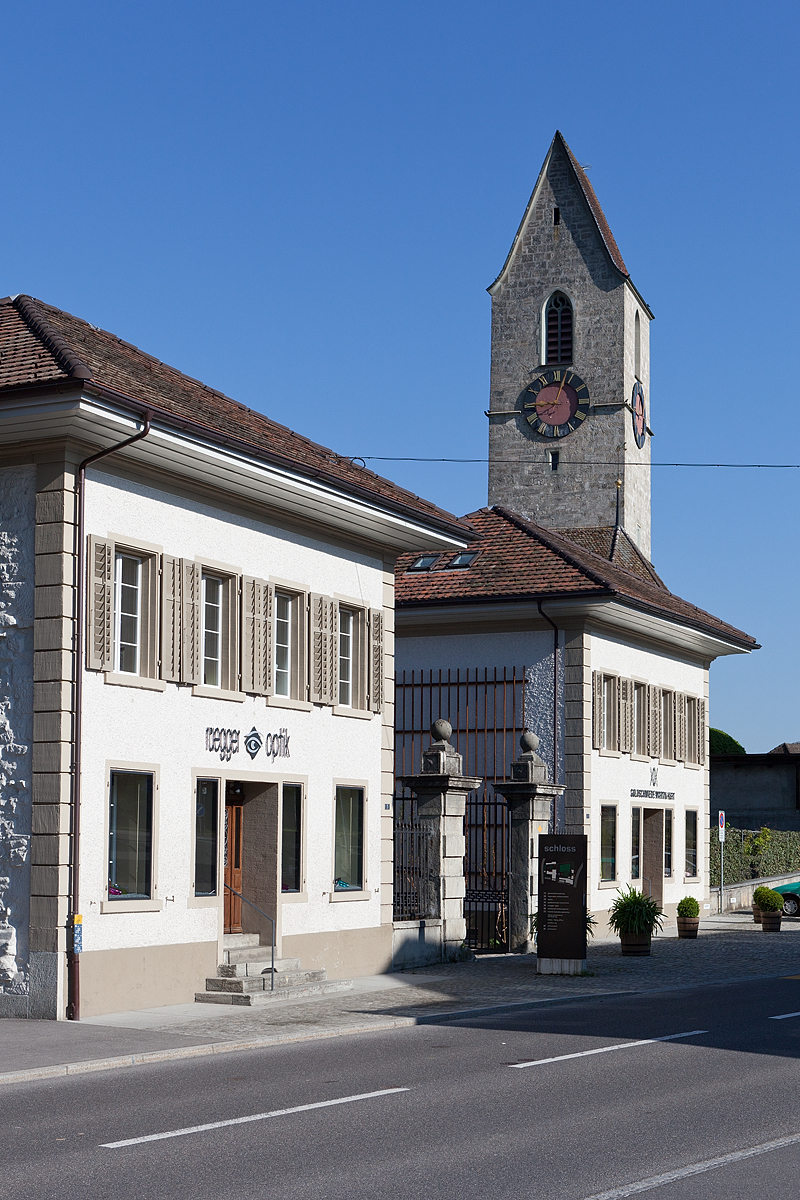
Zwei Wachthäuser beim Schloss

## Wappen
Die Blasonierung des Gemeindewappens lautet: «In Gelb rotes Andreaskreuz.» In den Bilderchroniken des 16. und 17. Jahrhunderts wurde Schöftland irrtümlicherweise das seit 1340 nachweisbare Wappen der Herren von Hattstatt aus dem Elsass zugewiesen, obwohl diese keinerlei Beziehungen zum Dorf hatten.

## Bevölkerung
Die Einwohnerzahlen entwickelten sich wie folgt:
| Jahr      | 1850 | 1900 | 1930 | 1950 | 1960 | 1970 | 1980 | 1990 | 2000 | 2010 | 2020 |
| Einwohner | 1243 | 1323 | 1869 | 2316 | 2698 | 2709 | 2755 | 2736 | 3271 | 3715 | 4468 |

Am 31. Dezember 2023 lebten 4555 Menschen in Schöftland, der Ausländeranteil betrug 18,6 %. Bei der Volkszählung 2015 bezeichneten sich 42,5 % als reformiert und 23,8 % als römisch-katholisch; 33,7 % waren konfessionslos oder gehörten anderen Glaubensrichtungen an. 89,5 % gaben bei der Volkszählung 2000 Deutsch als ihre Hauptsprache an, 3,7 % Italienisch und 3,0 % Albanisch.

## Politik und Recht
Die Versammlung der Stimmberechtigten, die Gemeindeversammlung, übt die Legislativgewalt aus. Ausführende Behörde ist der fünfköpfige Gemeinderat. Er wird im Majorzverfahren vom Volk gewählt, seine Amtsdauer beträgt vier Jahre. Der Gemeinderat führt und repräsentiert die Gemeinde. Dazu vollzieht er die Beschlüsse der Gemeindeversammlung und die Aufgaben, die ihm vom Kanton zugeteilt wurden. Für Rechtsstreitigkeiten ist in erster Instanz das Bezirksgericht Kulm zuständig. Schöftland gehört zum Friedensrichterkreis IX (Unterkulm).

## Wirtschaft
In Schöftland gibt es gemäss der im Jahr 2015 erhobenen Statistik der Unternehmensstruktur (STATENT) rund 1700 Arbeitsplätze, davon 2 % in der Landwirtschaft, 23 % in der Industrie und 75 % im Dienstleistungsbereich. Die Industriebetriebe sind kleinere und mittlere Unternehmen in den Bereichen Textilien, Maschinenbau, Metall- und Holzverarbeitung, Hoch- und Tiefbau sowie im grafischen Gewerbe. Der grösste Arbeitgeber im Dienstleistungsbereich ist die öffentliche Hand, so die Schule mit der regionalen Oberstufe und das Suhrental Alterszentrum, weitere Arbeitsplätze bieten Detailhandel, Banken und Versicherungen sowie Beratungs- und Gesundheitsdienstleister. Schöftland ist das Regionalzentrum des mittleren Suhrentals und hat deshalb zahlreiche Zupendler aus den umliegenden Gemeinden. Viele Erwerbstätige, die in Schöftland selbst leben, sind Wegpendler und arbeiten in Aarau und Umgebung.

## Verkehr
Die Gemeinde ist ausgezeichnet erschlossen. Sie liegt an der Hauptstrasse 24 zwischen Aarau und Sursee. Weitere wichtige Strassen führen ins Ruedertal, ins Uerkental und über den Böhlerpass nach Unterkulm. Westlich des Dorfes verläuft eine Umfahrungsstrasse, die gleichzeitig als Zubringer zum Anschluss Aarau-West der Autobahn A1 dient.

### Regionalverkehr
Der Bahnhof Schöftland ist die südliche Endstation der Suhrentalbahn nach Aarau; am Nordweg gibt es eine weitere Haltestelle. 
- S 14 Menziken – Aarau – Schöftland (WSB)

### Nahverkehr
Vom Bahnhof aus führen Postautolinien nach Schmiedrued und zum Bahnhof Sursee sowie eine Buslinie zum Bahnhof Zofingen. An Wochenenden verkehrt ein Nachtbus vom Bahnhof Aarau über Schöftland nach Kölliken.
- 85 Sursee — Büron — Triengen — Schöftland Bahnhof
- 616 Schöftland Bahnhof – Schlossrued – Kirchrued – Schmiedrued − Walde AG – Schiltwald Wendeplatz
- 613 Schöftland Bahnhof – Holziken – Bottenwil – Uerkheim – Mühlethal – Zofingen Bahnhof
- N25 Schöftland Bahnhof – Holziken — Kölliken – Oberentfelden – Unterentfelden – Aarau Bahnhof

## Bildung
Die Gemeinde verfügt über zwei Kindergärten und vier Schulhäuser, in denen sämtliche Stufen der obligatorischen Volksschule absolviert werden können (Primarschule, Realschule, Sekundarschule und Bezirksschule). Die nächstgelegenen Gymnasien sind die Alte Kantonsschule und die Neue Kantonsschule, beide in Aarau.

## Persönlichkeiten
- Carl Friedrich Rudolf May (1768–1846), Politiker
- Friedrich Wilhelm Knoebel (1802–1871), Pädagoge und Publizist, war 1847–1860 Rektor der Bezirksschule Schöftland
- Jakob Lüthy (1841–1914), Unternehmer und Politiker
- Fridolin Laager (1883–1975), Politiker
- Rolf Fäs (1916–1983), Handballspieler
- Peter Knechtli (* 1949), Journalist
- Sylvia Flückiger-Bäni (* 1952), Politikerin
- Reto Gloor (1962–2019), Comiczeichner